# Kasimir Wedig von Bonin
Kasimir Wedig von Bonin (1 de mayo de 1691 en Karzin - 12 de septiembre de 1752 en Landsberg an der Warthe), también llamado Casimir Wedigo von Bonin, fue un teniente general prusiano durante los reinados de Federico Guillermo I y de su hijo, Federico el Grande.

## Carrera militar
Bonin empezó su carrera militar como paje para el Margrave Albrecht Wolfgang von Brandeburgo-Beyreuth (1689-1734). Sirvió en el regimiento de caballería del Margrave, y finalmente se convirtió en su Rittmeister (capitán de caballería). El 4 de enero de 1738 fue nombrado comandante y coronel de su propio regimiento de coraceros. En 1740, participó en las campañas de Silesia, Bohemia y Sajonia de la guerra de sucesión austríaca. En 1743, recibió un regimiento de dragones y fue promovido a mayor general. Durante la Segunda Guerra Silesia, en 1745, participó en las batallas de Hohenfriedberg y Kesseldorf. El 24 de mayo de 1747 fue promovido a teniente general de la caballería.
En diciembre de 1748, recibió la Orden del Águila Negra por su servicio militar. Murió el 12 de septiembre de 1752 en Landsberg an der Warthe.  En 1851, su nombre fue incluido en la estatua ecuestre de Federico el Grande.

## Familia
Bonin pertenecía a una antigua familia noble pomerana. Tenía dos hermanos, Ulrich Bogislaus von Bonin y Anselm Christoph von Bonin.